# Xestobium
Xestobium là một chi bọ cánh cứng thuộc họ Ptinidae.